# Капрічос
Капрі́чос (ісп. Los Caprichos — дивацтва, примхи) — серія офортів Франсиско Гойї (закінчена до 1799), є сатирою на політичні, соціальні та релігійні порядки. Найвідомішою роботою серії є «Сон розуму народжує чудовиськ».
У продажі серія супроводжувалася описом:

Немає потреби попереджати публіку, не зовсім неосвічену в мистецтві, що в жодній з композицій цієї серії художник не мав на увазі висміяти недоліки якої-небудь конкретної особи. Воістину, таланту було б занадто тісно в рамках такого завдання, і засоби, якими послуговуються наслідувальні мистецтва для створення досконалих творів, було б застосовано неналежно.
Живопис (як і поезія) вибирає з універсального те, що він вважає найбільш підходящим для своїх цілей, з'єднує в одній вигаданій подобі риси та обставини, які природа розподілила між багатьма, і з їх вправного поєднання виходить те видатне наслідування (натурі), за яке хорошого майстра проголошують творцем, а не безвільним копіювальником.

Продається на вулиці Десенганьо, будинок 1, в парфумерної крамниці, за ціною 320 реалів за серію з 80 естампів.

## Список
Наведений список складено в порядку, який зазвичай використовується в мистецтвознавчій літературі.
| №  | Зображення | Назва                                                        | Назва іспанською                                            | Опис |
| -- | ---------- | ------------------------------------------------------------ | ----------------------------------------------------------- | --- |
| 1  |            | «Франсиско Гойя і Лусьентес, художник»                       | Francisco Goya y Lucientes, Pintor                          | Автопортрет автора. |
| 2  |            | «Вони говорять „Так“ і простягають руку першому зустрічному» | El sí pronuncian y la mano alargan al primero que llega     | Дівчина виходить за першого ліпшого чоловіка аби піти від батьків. «Легкість, із якою багато жінок погоджуються на шлюб, пояснюється надією жити в ньому вільніше, ніж раніше». |
| 3  |            | «Бабай іде!»                                                 | Que viene el coco                                           | «Згубна помилка в початковому вихованні полягає в тому, що у дитини викликають страх перед неіснуючим і змушують її боятися Бабая більше, ніж батька». Також існує трактування: під виглядом привида до жінки приходить коханець, діти лякаються його, а мати лишається з ним зраджувати чоловіку. |
| 4  |            | «Мамин синок»                                                | El de la Rollona                                            | Неналежно вихований чоловік, попри вік, лишився дитиною. «Потурання і пустощі роблять дітей примхливими, впертими, зарозумілими, жадібними, ледачими, нестерпними. Виростаючи, вони стають недоростками. Такий і цей мамин синок». |
| 5  |            | «Одна одної варті»                                           | Tal para cual                                               | Дві старі обговорюються розпусту молодих людей, але самі не кращі за них. «Чимало було суперечок про те, хто гірший: чоловіки чи жінки. Пороки і тих і інших походять від поганого виховання. Розпуста чоловіків тягне за собою розпусту жінок. Пані на цьому офорті так само безрозсудна, як і красунчик, який розмовляє з нею, а щодо двох мерзенних старих, то і вони одна одної варті».                                                                                       |
| 6  |            | «Ніхто нікого не знає»                                       | Nadie se conoce                                             | «Світ — той же маскарад. Лице, одяг і голос — все в ньому удаване. Всі хочуть здаватися не такими, якими є насправді. Всі обманюють один одного, і ніхто нікого не знає». |
| 7  |            | «Він навіть так не розгледить її»                            | Ni así la distingue                                         | Чоловік роздивляється жінку в лорнет (різновид окулярів), але знати зовнішність не означає знати людину. «А як же йому пізнати її? Щоб пізнати жінку як слід, мало лорнета. Потрібен здоровий глузд і життєвий досвід, а саме цього і бракує нашому бідоласі». |
| 8  |            | «Її викрали!»                                                | ¡Que se la llevaron!                                        | «Жінка, яка не вміє себе поводити, опиняється у владі першого зустрічного, а коли вже нічого не поробиш, дивується, що її викрали». |
| 9  |            | «Тантал»                                                     | Tántalo                                                     | Настирливий коханець плаче над жінкою, що вдає із себе мертву. Та крадькома дивиться на нього, чекаючи коли той піде. «Якби він був учтивіший і менш настирливий, вона, можливо, ожила б». |
| 10 |            | «Любов та смерть»                                            | El amor y la muerte                                         | Поранений на необачно влаштованій дуелі чоловік помирає на руках коханої. «Ось коханець в дусі Кальдерона: не зумівши посміятися над суперником, він помирає в обіймах коханої і втрачає її через власне безрозсудство. Не слід так часто оголювати шпагу». |
| 11 |            | «За справу, хлопці!»                                         | Muchachos al avío                                           | Розбійники готуються вирушити на справу. «Їхні обличчя і одяг самі за себе говорять». |
| 12 |            | «Полювання за зубами»                                        | A caza de dientes                                           | Жінка намагається вирвати у повішеного зуб, що за повір'ям є інгредієнтом приворотного зілля. «Зуби повішеного — чудодійний засіб для будь-якого чаклунства. Без них нічого путнього не зробиш. Шкода, що простолюдини вірить у ці забобони». |
| 13 |            | «Гаряче!»                                                    | Están calientes                                             | «Вони так поспішають проковтнути, що ковтають кипляче. У задоволеннях теж необхідні помірність і стриманість». |
| 14 |            | «Яка жертва!»                                                | ¡ Qué sacrificio!                                           | Гарну дівчину віддають заміж за потворного, але багатого чоловіка. «Як заведено, наречений не красень, але він багатий, і ціною свободи нещасної дівчини злиденна сім'я купує благополуччя. Таке життя». |
| 15 |            | «Добрі поради»                                               | Bellos consejos                                             | «Поради варті тої, що їх дає. Найгірше те, що сеньйора буде дотримуватися їх буквально. Горе тому, хто до неї наблизиться!» Є версія, що тут стара жінка переконує молоду надати інтимні послуги за гроші. |
| 16 |            | «Хай простить її Бог, це була її мати»                       | Dios la perdone. Y era su madre                             | «Пані покинула будинок ще дитиною. Вона вчилася ремеслу в Кадіксі і приїхала в Мадрид, де їй пощастило. Вона вирушає до Прадо, і там брудна і старезна баба просить у неї милостиню. Вона проганяє її, стара пристає. Чепуруха обертається і бачить — подумати тільки! — що жебрачка її матір». |
| 17 |            | «Добре натягнуті»                                            | Bien tirada está                                            | «О, тітонька Курра не дурна. Вона відмінно знає, як важливо мати добре натягнуті панчохи». Найпоширеніше трактування говорить, що тут стара звідниця відправляє повію до клієнта. |
| 18 |            | «А у нього згорає будинок»                                   | Y se le quema la casa                                       | П'яниця не може справитися з пожежею у своєму житлі. «Поки пожежні насоси не освіжать його, йому ніяк не вдасться зняти штани і перервати бесіду зі світильником. Така сила вина!» |
| 19 |            | «Всі загинуть»                                               | Todos caerán                                                | Мисливці використовують привабливе опудало, щоб заманити птахів, які алегорично зображають людей, у тенета. «Вражає! Досвід загиблих не стає уроком тим, хто стоїть на краю загибелі. Нічого тут не поробиш. Всі загинуть». |
| 20 |            | «Ось їх і обскубано»                                         | Ya van desplumados                                          | Алегорично зображені жінки, що проганяють своїх обібраних до нитки коханців. «Раз їх вже обскубли, нехай забираються, інші прийдуть на їх місце». |
| 21 |            | «Як її обскубують!»                                          | ¡ Cuál la descañonan!                                       | Тут своєю чергою зображено алегорію того як чоловіки оббирають жінок. «Але й на курочок знаходяться шуліки, які обдеруть їх до пір'їнки. Недарма кажуть: яка праця, така й відплата». |
| 22 |            | «Бідолахи!»                                                  | ¡Pobrecitas!                                                | Альгвасили (поліцейські) ведуть до в'язниці жінок, що стали повіями через бідність. |
| 23 |            | «Ох ці порошки…»                                             | Aquellos polvos                                             | Інквізитор зачитує вирок лікареві, звинуваченому в чаклунстві. |
| 24 |            | «Тут нічого не можна було вдіяти»                            | No hubo remedio                                             | Жінку-злочиницю везуть на місце страти. «Цю святу сеньйору жорстоко переслідують. Оголосивши історію її життя, їй надають шану. Але якщо це роблять, щоб присоромити її, то даремно втрачають час. Неможливо присоромити того, хто не знає сорому». |
| 25 |            | «Адже він розбив глечик»                                     | Si quebró el cántaro                                        | Жорстока мати б'є свого сина за розбитий глечик. «Адже він розбив глечик!»: «Хто з них гірший?» |
| 26 |            | «У них вже є на що сісти»                                    | Ya tienen asiento                                           | Алегорія зображає жінок, що вдаються до розпусти, формально не порушуючи цноти. «Щоб напоумити легковажних дівиць, немає нічого кориснішого, ніж одягнути їм стільці на голову». |
| 27 |            | «Хто відданіший?»                                            | ¿ Quién más rendido?                                        | «Ні той, ні інший. Він — вітрогон в любовних справах, який всім жінкам говорить одне і теж, а вона зайнята думками про те, як їй впоратися з п'ятьма побаченнями, які вона призначила від восьмої до дев'ятої, а зараз вже пів на восьму». |
| 28 |            | «Тихше»                                                      | Chitón                                                      | Жінка дає старій доручення переказати щось, що в іншому випадку видасть її непорядність. «Вона достойна більшої довіри, ніж рідна мати». |
| 29 |            | «Ось це називається „читати“»                                | Esto sí que es leer                                         | Багатий сеньйор замовив додому цирульника і чоботаря і вдає начебто читає, насправді — спить. «Ніхто не скаже, що він витрачає час дарма». |
| 30 |            | «Навіщо їх ховати ?»                                         | ¿Por qué esconderlos?                                       | «Відповідь дуже проста: тому що він не хоче їх витрачати, а не витрачає їх тому, що, хоча йому вже виповнилося 80, він все ще боїться, що йому не вистачить грошей на життя. Настільки оманливі судження скупості». |
| 31 |            | «Вона молиться за неї»                                       | Ruega por ella                                              | Звідниця відправляє повію на роботу. «І правильно робить: нехай пошле їй Бог удачу і позбавить її від зла, від лікарів — кровопускачів і від альгвасилів, і нехай вона стане такою ж спритною, розсудливою і готовою догодити всім, як її покійна матуся, царство їй небесне». |
| 32 |            | «За те, що вона була занадто чутлива»                        | Porque fue sensible                                         | Зображена Марія Вінсента у в'язниці, котра в 1797 переконала коханця вбити її чоловіка. «На життєвому шляху бувають підйоми і падіння». |
| 33 |            | «Граф Палатіно»                                              | Al conde Palatino                                           | Шарлатан граф Палатіно видурює гроші, вдаючи начебто він видатний лікар. «У кожній області знань є шарлатани, які нічому не вчилися, але все знають і готові вилікувати від чого завгодно. Обізнана людина завжди обережна в своїх обіцянках; а графа Палатіно абсолютно не турбує, чи зуміє він свої обіцянки виконати». |
| 34 |            | «Їх долає сон»                                               | Las rinde el sueño                                          | Монахи, що розважалися в місті, запізнилися і змушені ночувати під брамою монастиря. «Не треба будити їх. Можливо, це єдина розрада нещасних». |
| 35 |            | «Цирульниця»                                                 | Le descañona                                                | «Куртизанка голить свого простака-коханця. Він її обожнює і буде з нею, поки вона не побриє його наголо». |
| 36 |            | «Погана ніч»                                                 | Mala noche                                                  | «Ось як стається з гулящими дівицями, яким не сидиться вдома». |
| 37 |            | «Чи може учень знати більше?»                                | ¿Si sabrá más el discípulo?                                 | «Невідомо, розумніший він чи дурніший, але немає сумніву, що більш „поважної“, „глибокодумної“ особи, ніж цей учитель, неможливо знайти». |
| 38 |            | «Бравіссимо!»                                                | ¡Braví simo!                                                | «Якщо для розуміння досить мати довгі вуха, то кращого шанувальника годі й шукати; аби лиш він не став аплодувати тому, що звучить зовсім погано». |
| 39 |            | «Аж до третього покоління»                                   | Hasta su abuelo                                             | Віслюк читає свій довгий і знатний родовід. Але і він, і його предки все одно віслюки. «Цю бідну тварину звели з розуму знавці геральдики та родоводів. Вона не самотня». |
| 40 |            | «Від чого він помре?»                                        | ¿De qué mal morirá ?                                        | До хворого в образі віслюка прийшов лікар. Та замість лікувати він лиш показує свою вченість. «Лікар — відмінний, здібний до роздумів, зосереджений, неквапливий, серйозний. Чого ж іще бажати?». |
| 41 |            | «Один-в-один»                                                | Ni más ni menos                                             | Улесливий художник-мавпа зображає простого осла вельможею. «Він замовив свій портрет — і добре зробив. Ті, хто з ним не знайомий і не бачив його, всі впізнають за портретом». |
| 42 |            | «Ти, котрому не під силу»                                    | Tú que no puedes                                            | Можновладці в образі віслюків сидять верхи на своїх підданих. «Хіба не ясно, що ці вершники суть верхові тварини?» |
| 43 |            | «Сон розуму породжує чудовиськ»                              | El sueño de la razón produce monstruos                      | «Уява, покинута розумом, породжує немислимих чудовиськ; але в союзі з розумом вона — мати мистецтв і джерело творених ним чудес». |
| 44 |            | «Тонко пряде»                                                | Hilan delgado                                               | Стара жінка пряде нитки долі дітей, від яких відмовилася. «Вона тонко пряде, і сам чорт не розплутає тих ниток, які вона підготувала цим малюкам». |
| 45 |            | «Багато є трунків»                                           | Mucho hay que chupar                                        | Старі жінки торгують засобами, що провокують викидні. |
| 46 |            | «Виправлення»                                                | Corrección                                                  | Духовенство зображено у вигляді зборища нечистої сили. «Без доган і моралей не можна досягти успіху в жодній науці, а знахарство вимагає особливого таланту, старанності, зрілості, покірності і слухняності Великому Відьмаку, який відає чаклунською семінарією Бараона». |
| 47 |            | «Підношення вчителю»                                         | Obsequio al maestro                                         | «Правильно роблять: вони були б невдячними учнями, якби не пригощали свого наставника, якому вони зобов'язані всією своєю диявольською виучкою». |
| 48 |            | «Донощики»                                                   | Soplones                                                    | Алегорично зображено людей в образі нечистої сили, що лише на сповіді визнають свої гріхи. «З усіх видів нечисті донощики — найгидкіші і в той же час найменш обізнані в чаклунській справі». |
| 49 |            | «Маленькі гобліни»                                           | Duendecitos                                                 | Монахи, зображені в образі гоблінів. «А ось зовсім інший народ. Веселі, жваві і послужливі; трошки ласуни і охочі до пустощів; але все-таки це славні чоловічки». |
| 50 |            | «Бабаки»                                                     | Los Chinchillas                                             | «Той, хто нічого не чує, нічого не знає, і нічого не робить, належить до величезного сімейства бабаків, які ні на що не годяться». |
| 51 |            | «Чепуряться»                                                 | Se repulen                                                  | Алегорично зображено як чиновники в подобі чудовиськ турбуються одне про одного, аби їхні злочини не було викрито. «Мати довгі кігті настільки ганебно, що забороняється навіть нечистій силі». |
| 52 |            | «Чого не зробить кравець!»                                   | ¡Lo que puede un sastre!                                    | Дерево, обмотане тканиною, простаки сприймають за духа. «Нерідко доводиться бачити, як кумедний виродок перетворюється на надуту нікчему, пусту, але вельми представницьку на вигляд! Воістину велика могутність спритного кравця і настільки ж велика дурість тих, хто судить за зовнішностю». |
| 53 |            | «Золоті слова!»                                              | ¡ Qué pico de oro!                                          | Люди слухають навіть папугу, якщо він говорить те, що вони хочуть почути. «Коли він говорить, він справжній красномовець, а коли виписує рецепти — справжній Ірод». |
| 54 |            | «Сором'язливий»                                              | El vergonzoso                                               | «Є люди, у яких найнепристойніша частина тіла — це лице, і було б непогано, якби власники таких смішних їм злощасних фізіономій ховали їх у штани». |
| 55 |            | «До самої смерті»                                            | Hasta la muerte                                             | Стара жінка одягаєтся, наче молода, все ще вважаючи себе привабливою. «Вона чепуриться — і дуже вчасно. Сьогодні день її народження, їй виповнилося 75 років, і до неї прийдуть подружки». |
| 56 |            | «Верх та низ»                                                | Subir y bajar                                               | Вважається, що тут зображено Мануеля Годоя, що зробив швидку кар'єру. «Фортуна дуже погано поводиться з тими, хто їй догідливий. Тому, хто з такими зусиллями підіймається вгору, вона дає дим, а потім в покарання скидає вниз». |
| 57 |            | «Родовід»                                                    | La filiación                                                | «Тут намагаються звабити нареченого, показуючи йому в родоводі, хто її батьки, діди, прадіди і прапрадіди. А хто вона сама? Це він дізнається пізніше». |
| 58 |            | «Ковтай, собака»                                             | Trágala perro                                               | «Хто стане жити серед людей, тому не уникнути клістира. А якщо він цього не хоче, йому доведеться піти в ліси і гори. І там він все одно переконається, що життя — суцільний клістир». |
| 59 |            | «А вони так і не йдуть»                                      | ¡ Y aún no se van!                                          | Виснажений чоловік тримає камінну плиту, що загрожує розчавити і його і товариша. За цим спостерігають люди, що співчувають, але так і не приходять на допомогу. «Той, хто не замислюється над мінливістю долі, спить спокійно серед небезпек; він не вміє уберегтися від бід, які йому загрожують, і будь-яке нещастя застає його зненацька». |
| 60 |            | «Іспити»                                                     | Ensayos                                                     | Відьма складає іспит з чаклунства дияволу. «Поволі вона просувається вперед і вже робить перші кроки, а згодом буде знати стільки ж, скільки його наставниця». |
| 61 |            | «Вони злетіли»                                               | Volavérunt                                                  | «Цей клубок відьом, який служить підніжжям чепурусі, зовсім їй не потрібен, — хіба що для краси. У інших в голові стільки горючого газу, що вони можуть злетіти в повітря без допомоги відьом і без повітряної кулі». |
| 62 |            | «Неймовірно»                                                 | ¡ Quién lo creyera!                                         | «Дві відьми сильно посварилися, яка з них сильніша в бісівській справі. Важко повірити, що Кудлата і Нечупарна здатні на таку бійку. Дружба — дочка чесноти: лиходії можуть бути тільки спільниками, але не друзями». |
| 63 |            | «Які поважні персони!»                                       | ¡Miren que graves!                                          | Двоє відьмаків їдуть на істотах з віслючими головами. В них вбачаються правителі: рішучий, але злодій (з головою орла) і вірний державі, але боягуз (з головою зайця), що сидять на шиї в неосвіченого народу. «На зображенні — два поважних і сановитих відьмака. Вони виїхали верхи, щоб порозумітися». |
| 64 |            | «Щасливої дороги»                                            | Buen viaje                                                  | «Куди прямує ця пекельна банда, завиваючи в нічному мороці? При світлі було б неважко перестріляти всю цю нечисть. Однак в темряві їх не видно». Пороки ширяться у темряві невігластва і підтримують один одного. |
| 65 |            | «Куди попрямувала матінка ?»                                 | ¿ Dónde va mamá ?                                           | Демони несуть хвору відьму: навіть для лиходіїв пиятика несе зло. «У матінки водянка, і їй прописано моціон. Дай Бог, щоб їй полегшало.» |
| 66 |            | «Гей, трохи легше!»                                          | Allá va eso                                                 | Стара і молода відьми летять на шабаш. |
| 67 |            | «Стривай, ще непомазаний»                                    | Aguarda que te unten                                        | Таїнство помазання церковника зображено як помазання чаклунами козла, що рветься в біг. «Його посилають з важливим дорученням, і він поспішає в дорогу, хоча його ще не встигли підмазати як слід. Серед ведьмаків теж зустрічаються вітрогони, непосиди, нетерплячі навіжені без краплі здорового глузду. Усюди буває всяке». |
| 68 |            | «Ось так наставниця»                                         | Linda maestra                                               | Стара і молода відьми летять на мітлі. «Для відьми мітла — одне з найважливіших знарядь: крім того, що відьми — славні метуни, вони, як відомо, іноді перетворюють мітлу в верхового мула, і тоді сам чорт їх не наздожене». |
| 69 |            | «Піддунь-но»                                                 | Sopla                                                       | Старий використовує хлопчика як міх для розпалювання вогню. Алегорично зображено як старі розпусники чинять насильство над дітьми. «Напевно, минулої ночі був багатий улов немовлят. Готується знатний бенкет. Смачного!». |
| 70 |            | «Благочестива професія»                                      | Devota profesión                                            | Відьма дяє присягу відьмакам в одязі священослужителів. «- Чи клянешся ти слухатися і шанувати своїх наставників і начальників, підмітати горища, прясти клоччя, бити в бубен, верещати, вити, літати, варити, підмазувати, смоктати, піддувати, смажити — щоразу як тобі накажуть? — Клянуся! — в такому разі, дорогенька, ти вже відьма. В добрий час!» |
| 71 |            | «Коли розвидниться, ми підемо»                               | Si amanece, nos vamos                                       | «Навіть якщо вони не прийдуть, ви все одно зробите якусь гидоту». |
| 72 |            | «Тобі не піти»                                               | No te escaparás                                             | «Звичайно, не піде та, що сама хоче бути спійманою». |
| 73 |            | «Краще байдикувати»                                          | Mejor es holgar                                             | Теща зв'язує зятя пряжею, тоді як його дружина збирається піти. «Якщо тому, хто більше працює, дістається менше благ, то справді, краще байдикувати». |
| 74 |            | «Не кричи, дурепо!»                                          | No grites, tonta                                            | Жінка вдає переляк, хоча насправді рада приходу нечисті. «Бідолаха Пакілья! Вона пішла покликати лакея — і зустрілася з гобліном. Не треба боятися: Мартініко в хорошому настрої і не заподіє їй зла». |
| 75 |            | «Невже ніхто нас не звільнить?»                              | ¿No hay quién nos desate?                                   | «Що це? Чоловік і жінка, зв'язані мотузками, щосили намагаються звільнитися і кричать, щоб їх швидше розв'язали? Якщо я не помиляюся, це жертви насильницького шлюбу». |
| 76 |            | «Зрозуміли ? Щоб все було по-моєму, чуєте ? А то…»           | Está vuestra merced… pues, como digo… ¡eh! ¡cuidado! si no… | «Цей бовдур думає, що коли він носить кокарду і жезл, то він від природи вище інших, і зловживає довіреною йому владою, щоб докучати всім, хто має з ним справу. Марнославний, пихатий, нахабний з тими, хто нижчий за нього за положенням, він гне спину і плазує перед тими, хто сильніше за нього». |
| 77 |            | «То один, то інший»                                          | Unos a otros                                                | Група людей розігрує кориду. «Таке життя. Люди знущаються один над одним і мучать один одного, немов розігрують бій биків. Той, хто вчора був на місці бика, сьогодні — тореро. Фортуна править фієстою і розподіляє ролі за своєю примхою». |
| 78 |            | «Швидше, бо просинаються»                                    | Despacha, que despiertan                                    | Монахи в подобі гоблінів об'їдають хазяїна будинку, котрому прийшли допомагати. «Маленькі гобліни — це найпослужливіший і домовитий народець. Якщо служниця вміє їх поважати, то вони знімають піну з ольм, варять овочі, куховарять, підмітають і колишуть дитину. Багато сперечалися, чи не дияволи вони. Розсіємо омани. Дияволи — це ті, хто заподіює зло або заважає іншим робити добро, або хто взагалі нічого не робить».                                                  |
| 79 |            | «Нас ніхто не бачив»                                         | Nadie nos ha visto                                          | Монахи потай пиячать. «Чи біда, якщо ці маленькі гобліни Мартініко спустяться в льох і хильнуть чарчину, раз вони працювали цілу ніч і до блиску начистили кран бочки?» |
| 80 |            | «Вже пора»                                                   | Ya es hora                                                  | Монахи просинаються, беручись до денних справ, але в них вбачаються риси нечистої сили, якою вони були вночі. «На світанку розбігаються в різні боки відьми, гобліни, привиди і примари. Добре, що це плем'я показується тільки вночі і в темряві. До цих пір ніхто не зумів довідатися де вони ховаються вдень. Той, кому вдалося б захопити лігво гоблінів, помістити його в клітку і показувати о десятій годині ранку на Пуерта-дель-Соль, не потребував би жодної спадщини». |